# Non parum animus
Non parum animus noster oder meist nur kurz Non parum animus ist ein päpstliches Schreiben (Bulle) von Alexander III.

## Geschichte
Das Schreiben ist eines von mehreren Schreiben, die Alexander III. versandte. Es entstand entweder im September 1171 oder im September 1172 und beschäftigte sich mit der Missionierung des Ostseeraumes. Während die ersten Briefe sich damit beschäftigen, die Missionierung der Esten voranzutreiben, verspricht Non parum animus Ablass für die christlichen Prinzen und Bewohner Dänemarks, Schwedens und Norwegens, die gegen die damals noch nicht missionierten Esten kämpfen würden.
Non parum animus beginnt mit einer Beschreibung der Situation im Ostseeraum. Aus Sicht des Papstes stellen die heidnischen Esten eine Bedrohung dar, insbesondere aufgrund von Angriffen auf Christen. Diese Berichte waren dem Papst vermutlich von Eskil von Lund übermittelt worden. Der Papst rief die Adressaten dann zum Dienst gegenüber Gott und der römischen Kirche auf. So sollen die Adressaten den Zehnten leisten, dem Klerus folgen, sie respektieren und verteidigen, und die Kirche anerkennen. Weiterhin sollen die Adressaten den christlichen Glauben verteidigen und missionieren. Der Brief endet mit dem Versprechen, dass diejenigen, die gegen die Esten kämpfen würden, Ablass erhielten; Plünderungen wurden jedoch explizit untersagt.
Das Schreiben wird als ungewöhnlich bezeichnet. So unterscheidet sich das Schreiben von ähnlichen Texten, indem es neben dem Kampf gegen die Esten auch Fragen der skandinavischen Kirche bespricht. So soll die Römische Kurie nicht überzeugt gewesen sein über die Treue der Skandinavier zur römischen Kirche und daher zunächst misstrauisch gegenüber den Missionierungsplänen gewesen sein. Dies wird insbesondere gesehen aufgrund der Unterstützung des dänischen Königs für den Gegenpapst im vorherigen Schisma. Auch unterschied sich das Schreiben von den Kreuzzugsbullen Alexanders für das Heilige Land, Quantum predecessors von 1165, In quantis pressuris von 1166, Inter omnia von 1169 und Cor nostrum von 1181 in Wortwahl, Ausmaß der versprochenen Ablässe und Einflussnahme des Pontifex in die Ausführung. Diese Bullen sahen für Kreuzzugsteilnehmer einen vollen Ablass vor, Non parum animus sah hingegen nur den Ablass für ein Jahr der Sünde vor. Dieser Ablass wurde auch gewährt bei einer Pilgerfahrt zum Grab Jesu, wie Non parum animus auch selbst beschreibt. Indem Alexander nur ein Jahr Ablass aussprach, brach er mit der Tradition Eugen III., der einen vollen Ablass für Streiter im Ostseeraum vorgesehen hatte. Die Gewähr eines Jahres als Ablass setzte Alexander in späteren Schreiben für die Iberische Halbinsel fort. Auch nutzt Alexander III. in Non parum animus keine Terminologie, die er in Bullen über den Kreuzzug im Heiligen Land nutzte. Während er sich auch persönlich durch weitere Schreiben und Anweisungen dafür einsetzte, dass die Kreuzzüge im Heiligen Land gelangen, ist nicht überliefert, dass er ähnliche Anstrengungen bezüglich des Baltikums traf.
Durch die Betonung der Angriffe der Esten wurde der Feldzug als ein Verteidigungskrieg gerechtfertigt. Aber in seinem Mahnruf am Ende betonte der Papst auch, dass die Missionierung ein wichtiger Gesichtspunkt sei. Der Papst erlaubte mit dem Schreiben somit im Ergebnis die gewaltvolle Missionierung, wie es vor ihm Eugen III. getan hatte, und vermengte die Idee von defensio (Verteidigung) und propagatio (Verbreitung) des Glaubens, womit er nah daran war, einen Kreuzzug auszurufen.
Das Schreiben Alexanders III. überlebte nur als Kopie in einer Sammlung von Peter von Celle. Das Schreiben wird als päpstliche Bulle bezeichnet.